# NXT Vengeance Day 2023
NXT Vengeance Day 2023 è stata la prima edizione 
dell'omonimo pay-per-view prodotto dalla WWE. In esclusiva per il roster di NXT, l'evento si è svolto il 4 febbraio 2023 allo Spectrum Center di Charlotte, Carolina del Nord, ed è stato trasmesso in diretta su Peacock negli Stati Uniti e sul WWE Network nel resto del mondo.
Il nome e il logo dell'evento sono un riferimento a Vengeance, evento in pay-per-view prodotto dal 2001 al 2011.

## Storyline
Nella puntata speciale NXT New Year's Evil del 10 gennaio, Gigi Dolin e Jacy Jayne vinsero in contemporanea un battle royal match valevole per determinare la prima sfidante all'NXT Women's Championship di Roxanne Perez dopo che si eliminarono simultaneamente a vicenda nel finale. Ciò portò all'annuncio di un triple threat match fra Perez, Dolin e Jayne con in palio il titolo femminile per Vengeance Day.
A NXT Deadline, Grayson Waller trionfò in un iron survivor challenge che comprendeva anche Axiom, Carmelo Hayes, JD McDonagh e Joe Gacy per ottenere un incontro valevole per l'NXT Championship di Bron Breakker, svoltosi nella puntata speciale NXT New Year's Evil del 10 gennaio, dove fu tuttavia Breakker a vincere solamente per count-out e a mantenere quindi il titolo. Ciò portò l'assistente esecutivo Shawn Michaels a sancire uno steel cage match tra Breakker e Waller con in palio la cintura per Vengeance Day.
Nella puntata speciale NXT New Year's Evil del 10 gennaio, Dijak batté Tony D'Angelo per diventare il primo sfidante all'NXT North American Championship di Wes Lee. Un match tra i due con in palio il titolo nordamericano fu dunque annunciato per Vengeance Day.
Nella puntata speciale NXT New Year's Evil del 10 gennaio, il Gallus vinse un gauntlet match dopo aver eliminato per ultimi i Pretty Deadly, diventando così i primi sfidanti all'NXT Tag Team Championship del New Day (Kofi Kingston e Xavier Woods) per Vengeance Day. Dopo essere stati protagonisti di un'accesa discussione col Gallus e il New Day nella successiva puntata, Prince e Wilson vennero aggiunti all'incontro dell'evento valevole per i titoli di coppia, trasformandolo in un triple threat tag team match. Nella puntata di NXT del 24 gennaio, il New Day annunciò tuttavia un tag team invitational match tra Jagger Reid e Rip Fowler, Andre Chase e Duke Hudson e Malik Blade e Edris Enofé, con i vincitori che sarebbero stati inseriti nell'incontro di Vengeance Day. Dopo aver trionfato, Chase e Hudson furono dunque aggiunti all'incontro, che diventò un fatal 4-way tag team match.
A completare la card dell'evento furono il two-out-of-three falls match tra Apollo Crews e Carmelo Hayes e il match valevole per l'NXT Women's Tag Team Championship tra le campionesse Kayden Carter e Katana Chance e le sfidanti Fallon Henley e Kiana James.

## Risultati
| # | Match | Stipulazioni                                               | Durata |
| - | --- | ---------------------------------------------------------- | ------ |
| 1 | Wes Lee (c) ha sconfitto Dijak | Single match per l'NXT North American Championship         | 17:01  |
| 2 | Fallon Henley e Kiana James (con Brooks Jensen e Josh Briggs) hanno sconfitto Kayden Carter e Katana Chance (c)                                         | Tag team match per l'NXT Women's Tag Team Championship     | 9:20   |
| 3 | Carmelo Hayes (con Trick Williams) ha sconfitto Apollo Crews per 2-0                                                                                    | Two-out-of-three falls match                               | 23:31  |
| 4 | Gallus (Mark Coffey e Wolfgang) ha sconfitto il New Day (c) (Kofi Kingston e Xavier Woods), Andre Chase e Duke Hudson (con Thea Hail) e i Pretty Deadly | Fatal 4-way tag team match per l'NXT Tag Team Championship | 16:46  |
| 5 | Roxanne Perez (c) ha sconfitto Gigi Dolin e Jacy Jayne                                                                                                  | Triple threat match per l'NXT Women's Championship         | 14:42  |
| 6 | Bron Breakker (c) ha sconfitto Grayson Waller | Steel cage match per l'NXT Championship                    | 14:25  |